# Popol Vuh (banda)
Popol Vuh fue un grupo musical alemán fundado en 1970 cuyo líder era el pianista Florian Fricke. Con la muerte de este en 2001 la banda desapareció. El nombre del grupo está tomado del libro de leyendas mitológicas mayas, el Popol Vuh.

## Obra
Popol Vuh son considerados un grupo precursor en el uso de la electrónica y el sintetizador, pero también en la fusión con elementos de música étnica, y especialmente de música de tipo religioso.
El sonido del grupo es muy variado, con algunas composiciones basadas en el sintetizador y en sonidos etéreos, como Aguirre; otras con influencias de música étnica, ritmos vivaces y melodías pegadizas, como City Raga; otras con uso exclusivo del piano, como Spirit of peace; etc.

### Colaboración con Herzog
Popol Vuh musicalizó varias películas del aclamado director de cine alemán Werner Herzog, entre ellas: Aguirre, la cólera de Dios, El enigma de Kaspar Hauser, Corazón de cristal, Nosferatu: Phantom der Nacht, Fitzcarraldo y Cobra Verde.

## Discografía
- Affenstunde (1970)
- In Den Gärten Pharaos (1971)
- Hosianna Mantra (1972)
- Seligpreisung (1973)
- Einsjager & Siebenjager (1975)
- Das Hohelied Salomos (1975)
- Aguirre (1975)
- Letzte Tage - Letzte Nächte (1976)
- Yoga (1976)
- Singet, Denn Der Gesang Vertreibt Die Wolfe - Coeur De Verre (1977)
- Brüder des Schattens - Söhne des Lichts (1978)
- Nosferatu: Phantom der Nacht (1978)
- Die Nacht Der Seele - Tantric Songs (1979)
- Sei Still, Wisse Ich Bin (1981)
- Fitzcarraldo (1982)
- Agape Agape - Love Love (1983)
- Spirit Of Peace (1985)
- Cobra Verde (1987)
- For You and Me (1991)
- City Raga (1994)
- Shepherd's Symphony (1997)
- Messa di Orfeo (1999)

### Compilaciones
- In The Gardens of Pharao / Aguirre (1983)
- Florian Fricke (1991)
- The Best Soundtracks From Werner Herzog Films (1991)
- Florian Fricke Plays Mozart (1992)
- Sing, For Song Drives Away The Wolves (1993)
- Movie Music (1994)
- Nicht Hoch Im Himmel (1998)
- Future Sound Experience (2002)
- 70's Progressives (2006)